# Grand Prix Południowej Afryki 1983
Grand Prix Południowej Afryki 1983 (oryg. Southern Sun Hotels South African Grand Prix) – ostatnia runda Mistrzostw Świata Formuły 1 w sezonie 1983, która odbyła się 15 października 1983, po raz 16. na torze Kyalami.
29. Grand Prix Południowej Afryki, 19. zaliczane do Mistrzostw Świata Formuły 1.

## Wyścig
| Legenda oznaczeń w tabelach wyników Wyświetl szablon na nowej stronie | Legenda oznaczeń w tabelach wyników Wyświetl szablon na nowej stronie                                                                     |
| Oznaczenie                                                            | Wyjaśnienie |
| --------------------------------------------------------------------- | --- |
| Złoty                                                                 | Zwycięzca lub mistrzostwo |
| Srebrny                                                               | 2. miejsce lub wicemistrzostwo |
| Brązowy                                                               | 3. miejsce lub II wicemistrzostwo |
| Zielony                                                               | Ukończył, punktował (w klasyfikacji generalnej, gdy zdobył co najmniej jeden punkt na przestrzeni sezonu, poza trzema powyższymi opcjami) |
| Niebieski                                                             | Ukończył, nie punktował (w klasyfikacji generalnej, gdy nie zdobył co najmniej jednego punktu na przestrzeni sezonu)                      |
| Czerwony                                                              | Nie zakwalifikował się (NZ) |
| Czerwony                                                              | Nie prekwalifikował się (NPK) |
| Różowy                                                                | Nie ukończył (NU) |
| Różowy                                                                | Niesklasyfikowany (NS) (w klasyfikacji generalnej, gdy nie został sklasyfikowany w żadnym wyścigu sezonu)                                 |
| Czarny                                                                | Zdyskwalifikowany (DK) |
| Czarny                                                                | Wykluczony (WYK/EX) |
| Biały                                                                 | Nie wystartował (NW) |
| Biały                                                                 | Kontuzjowany (K/INJ) |
| Biały                                                                 | Wyścig odwołany (OD/C) |
| Bez koloru                                                            | Został wycofany (WYC/WD) |
| Bez koloru                                                            | Nie przybył (NP/DNA) |
| Bez koloru                                                            | Nie brał udziału w treningach (NT/DNP) |
| Bez koloru                                                            | Nie został zgłoszony (–) |
| Pogrubienie                                                           | Start z pole position |
| Kursywa                                                               | Najszybsze okrążenie wyścigu |
| †                                                                     | Nie ukończył, ale jego rezultat został zaliczony ze względu na przejechanie więcej niż 90% dystansu wyścigu.                              |
| *                                                                     | Sezon w trakcie |
| 1/2/3                                                                 | Punktowana pozycja w sprincie |
| Lista systemów punktacji Formuły 1                                    | |

| Poz | Nr                | Kierowca           | konstruktor       | Okrążenie | Czas/Powód n.u                  | Poz. start. | Punkty |
| --- | ----------------- | ------------------ | ----------------- | --------- | ------------------------------- | ----------- | ------ |
| 1   | 6                 | Riccardo Patrese   | Brabham-BMW       | 77        | 1h:33:25,708                    | 3           | 9      |
| 2   | 22                | Andrea de Cesaris  | Alfa Romeo        | 77        | + 9.319                         | 9           | 6      |
| 3   | 5                 | Nelson Piquet      | Brabham-BMW       | 77        | + 21.969                        | 2           | 4      |
| 4   | 35                | Derek Warwick      | Toleman-Hart      | 76        | + 1 okr.                        | 13          | 3      |
| 5   | 1                 | Keke Rosberg       | Williams-Honda    | 76        | + 1 okr.                        | 6           | 2      |
| 6   | 16                | Eddie Cheever      | Renault           | 76        | + 1 okr.                        | 14          | 1      |
| 7   | 4                 | Danny Sullivan     | Tyrrell-Ford      | 75        | + 2 okr.                        | 19          |        |
| 8   | 29                | Marc Surer         | Arrows-Ford       | 75        | + 2 okr.                        | 22          |        |
| 9   | 30                | Thierry Boutsen    | Arrows-Ford       | 74        | + 3 okr.                        | 20          |        |
| 10  | 25                | Jean-Pierre Jarier | Ligier-Ford       | 73        | + 4 okr.                        | 21          |        |
| 11  | 8                 | Niki Lauda         | McLaren-TAG       | 71        | Electrical                      | 12          |        |
| 12  | 17                | Kenny Acheson      | RAM-Ford          | 71        | + 6 okr.                        | 24          |        |
|     | Niesklasyfikowani |                    |                   |           |                                 |             |        |
| NS  | 12                | Nigel Mansell      | Lotus-Renault     | 68        | niesklasyfikowany               | 7           |        |
| NS  | 26                | Raúl Boesel        | Ligier-Ford       | 66        | niesklasyfikowany               | 23          |        |
| NU  | 3                 | Michele Alboreto   | Tyrrell-Ford      | 60        | silnik                          | 18          |        |
| NU  | 27                | Patrick Tambay     | Ferrari           | 56        | turbo                           | 1           |        |
| NU  | 36                | Bruno Giacomelli   | Toleman-Hart      | 56        | turbo/pożar                     | 16          |        |
| NU  | 15                | Alain Prost        | Renault           | 35        | turbo                           | 5           |        |
| NU  | 31                | Corrado Fabi       | Osella-Alfa Romeo | 28        | silnik                          | 25          |        |
| NU  | 11                | Elio de Angelis    | Lotus-Renault     | 20        | silnik                          | 11          |        |
| NU  | 28                | René Arnoux        | Ferrari           | 9         | silnik                          | 4           |        |
| NU  | 23                | Mauro Baldi        | Alfa Romeo        | 5         | silnik                          | 17          |        |
| NU  | 9                 | Manfred Winkelhock | ATS-BMW           | 1         | silnik                          | 8           |        |
| NU  | 2                 | Jacques Laffite    | Williams-Honda    | 1         | poślizg                         | 10          |        |
| NU  | 32                | Piercarlo Ghinzani | Osella-Alfa Romeo | 1         | silnik                          | 26          |        |
|     | Zdyskwalifikowani |                    |                   |           |                                 |             |        |
| DYS | 7                 | John Watson        | McLaren-TAG       | 18        | wyprzedzanie na okr. formującym | 15          |        |